# Ріп прокидається
«Ріп прокидається» (англ. Awakening of Rip) — німий короткометражний драматичний фільм. Це найперша екранізація про Ріпа ван Вінкля Вашингтона Ірвінга. Прем'єра відбулася в США у вересні 1896 року.

## У ролях
- Джозеф Джефферсон — Ріп ван Вінкль англ. Rip Van Winkle

## Нагороди
1903 року фільм почав вважатися найпершою екранізацією про цього персонажа, а кількома десятиліттями пізніше він потрапив до збірки DVD More Treasures from American Film Archives 1894—1931. 1995 року фільм потрапив в  Бібліотеку Конгресу.

## Продукція
Фільм знімали в серпні 1896 року в Баззардс Бей, Массачусеттс, США. Перша копія була зроблено 4 лютого 1897 року. Фільм зберігся в 68-міліметровому форматі.